# Cheirisofos van Sparta
Cheirisofos van Sparta (Χειρίσοφος) was een Spartaanse generaal die vocht met de Tienduizend onder Cyrus de Jongere. Cheirisophos werd door de Spartaanse eforen uitgerust met 700 hoplieten (800 volgens Diodorus Sicullus) om Cyrus de Jongere te helpen bij zijn expeditie tegen zijn broer Artaxerxes in 401 voor Christus. Hij sloot zich aan bij Cyrus te Issus in Cilicië. Na de Slag bij Cunaxa zond Clearchus Cheirisophos met een delegatie naar de Perzische generaal Ariaeus om hem voor te stellen om hem Perzische koning te maken in plaats van Cyrus, aangezien die gesneuveld was. Ariaeus weigerde dit echter.
Na de arrestatie van Clearchus en de andere generaals, door het verraad van Tissaphernes, nam Cheirisophos actief deel in het aanmoedigen van de gedemoraliseerde troepen. Hij bracht samen met de Athener Xenophon het nu leiderloze leger verder door het vijandige gebied om terug naar Griekenland te kunnen keren. Hij werd op aandringen van Xenophon leider van de voorhoede en had zo de belangrijkste post in het leger. Hij behield deze post de gehele tocht.
Toen de Grieken waren aangekomen in Trapezus stelde Cheirisophos voor om naar zijn vriend Anaxibios, de Spartaanse admiraal in Byzantion, te gaan, om een aantal schepen te krijgen om hen terug naar Griekenland te brengen. Deze poging mislukte echter. Bij zijn terugkeer naar het leger, werd hij als hoofdgeneraal gekozen, want Xenophon had deze positie geweigerd omdat hij geen Spartaan was. Maar Cheirisophos kon zijn gezag niet behouden en kon de Arcadiërs en de Achaeërs niet weerhouden om Heraclea te plunderen. Dit kwam omdat de soldaten al een hele tijd niet hun soldij hadden gekregen en daarom dachten dat ze deze stad wel mochten plunderen om toch nog iets van voordeel te kunnen gehaald hebben uit deze tocht. Op de zesde of zevende dag nadat Cheirisophos het leiderschap opnam, stond hij het al weer af. De Arcadiërs en Achaeërs, die meer dan de helft van het leger vormden, scheidden zich hierna af van het leger en vertrokken overzee onder de generaals die ze zelf hadden aangeduid. 
Toen stelde Xenophon voor om verder te gaan met het overblijfsel van het leger, onder leiding van Cheirisophos, maar Cheirisophos wilde dit niet. Met de kleine divisie die nog onder Cheirisophos' leiding was bereikte hij veilig de Golf van Kalpe, waar hij stierf door de effecten van een medicijn dat hij had genomen tegen de koorts.